# Shining Force Gaiden: Final Conflict
Shining Force Gaiden: Final Conflict (シャイニング・フォース外伝 ～ファイナル コンフリクト～ Shainingu Fōsu Gaiden: Fainaru Konfurikuto?) es el tercer Gaiden de la sub-serie. Fue editado en 1995 y es un videojuego de rol táctico para la consola Sega Game Gear, y resulta ser la secuela de Shining Force ("The Legacy of Great Intention") y la precuela de Shining Force II ("Ancient Sealing"). Fue presentado luego de estos dos juegos con la intención de conectar sus historias. Pese a su nombre, no guarda relación con Shining Force Gaiden (1992) ni con Shining Force: The Sword of Hajya ("Gaiden II", 1994), también presentados para la Game Gear.
A diferencia de sus predecesores, no fue editado fuera de Japón, pero hoy en día existen "parches" en inglés para los no hablantes de japonés.

## Jugabilidad
Shining Force Gaiden: Final Conflict usa una jugabilidad idéntica a Shining Force Gaiden I y II ("The Sword of Hajya"). Como en otros juegos de la serie, ninguno de los tres Gaiden posee modo exploración. Entre las batallas el jugador podrá comprar y vender objetos, elegir los integrantes del equipo, curar y revivir personajes y guardar el juego.

## Historia
Max, el líder de la Shining Force emprende la búsqueda de Mishaela (sirviente del villano presumiblemente muerto Darksol, del mismo juego). Uno de los compañeros de Max, el robot Adam, sale seriamente herido de una de las batallas con Mishaela. La tropa de Max se detiene para ayudar al robot, y solo Max y su compañero Ridion siguen la búsqueda.
Desafortunadamente, Max y Ridion nunca regresan. Liderados por un hombre llamado Ian, los excompañeros de Max emprenderán su búsuqeda, econtrando a su paso situaciones inesperadas...

## Personajes
Estos son los personajes más importantes del juego.
Ian: Líder del equipo "Shining Force".
Max: Líder fundador de "Shining Force". Gran héroe que enfrentó al hechicero Darksol y salió victorioso, aun cuando este despertó al terrible monstruo "Dark Dragon". Luego de la derrota del villano, Max formó un nuevo equipo para combatir el mal, ahora siguiendo el rastro de la sirviente de Darksol, Mishaela. Desaparece tras la búsqueda de esta, y el nuevo objetivo de la "Shining Force" es encontrarlo.
Adam: Un robot de los Ancestros que solo desea pelear junto a Max. Salió seriamente herido en la batalla contra Mishaela en Parmencia, y ya no pudo volver a pelear. Sin embargo, da grandes recomendaciones a Ian.
Rey Galam: Gobierna sobre el reino del mismo nombre. Le da a Ian la legendaria espada que usara Max para combatir el mal, la "Chaos Breaker". En honor a la victoria de Ian, renombra a la espada como "Force Sword".
Mishaela: Sirviente de Darksol. Fue supuestamente derrotada en Shining Force, pero nos muestra ahora que quien realmente fue derrotada era una de sus muñecas. Su plan es incierto, pero se sabe que se relaciona con la desaparición de Max. Es una malvada y arrogante mujer, con una formidable habilidad mágica.
Odd Eye: Un guerrero ciego que sirve al demino Zeon (de Shining Force II). Zeon es un gran enemigo de Darksol, por lo que Odd Eye se suma a la Shining Force por un tiempo, para ayudar a derrotar a Mishaela. Usa una espada y puede lanzar un ataque "llamado Odd Eye Beam", emitiendo rayos cuando abre sus ojos ciegos.

## Relación con otros juegos
Algunos personajes guardan relaciones de sangre con otros personajes de este y otros juegos de la serie Shining (serie de videojuegos), fundamentalmente de Shining Force ("The Legacy of Great Intention") y Shining Force II ("Ancient Sealing").
Algunos de estos:
- Mephisto es hijo de Darksol (SF1) y Mishaela (SF1).
- Ian es hijo de Kane (SF1), sobrino y discípulo de Max (SF1).
- Eric es hijo de Elliot (SF1).
- Hawel es padre de Chaz (SF2).

## Recepción
Según Famitsu, el juego recibió 29 puntos de 40.